# Henry's Dream
Henry's Dream — сьомий студійний альбом гурту Nick Cave and the Bad Seeds, представлений 27 квітня 1992 року під лейблом Mute Records. Це перший альбом, у записі якого взяли участь два постійних учасника гурту: Мартін П. Кейсі (бас) і Конвей Севедж (фортепіано, орган, бек-вокал), обидва з Австралії. Севедж також виконує дует з Кейвом у приспіві пісні «When I First Came to Town». Назва платівки є відсилкою до відомого вірша «Пісні мрії» американського поета Джона Беррімана.

## Список пісень
Автор музики і слів Нік Кейв. 
| #     | Назва                         | Тривалість |
| ----- | ----------------------------- | ---------- |
| 1.    | «Papa Won't Leave You, Henry» | 5:54       |
| 2.    | «I Had a Dream, Joe»          | 3:43       |
| 3.    | «Straight to You»             | 4:35       |
| 4.    | «Brother, My Cup Is Empty»    | 3:02       |
| 5.    | «Christina the Astonishing»   | 4:51       |
| 6.    | «When I First Came to Town»   | 5:22       |
| 7.    | «John Finn's Wife»            | 5:13       |
| 8.    | «Loom of the Land»            | 5:08       |
| 9.    | «Jack the Ripper»             | 3:45       |
| 41:33 |                               |            |

## Учасники запису
Nick Cave and the Bad Seeds
- Нік Кейв — спів, фортепіано (8), орган (5, 8), губна гармоніка (6)
- Мік Гарві — ритм-гітара, фортепіано (3), орган (2, 3, 4, 7), вібрафон (5), барабани (3), ударні музичні інструменти (5), бек-вокал
- Блікса Баргельд — гітара, бек-вокал
- Мартін П. Кейсі — бас-гітара, бек-вокал
- Конвей Севедж — фортепіано, вокал (6), родес-піано (8), бек-вокал
- Томас Відлер — барабани, конґа (5), бек-вокал

Запрошені музиканти
- Денніс Кармазин — віолончель
- Брюс Дуков — скрипка
- Барбара Портер — скрипка

## Чарти
| Чарт (1992)              | Найвища позиція |
| ------------------------ | --------------- |
| Australian ARIA Charts   | 41              |
| Austrian Top 40          | 40              |
| Dutch Top 100            | 70              |
| German Albums Chart      | 59              |
| Swedish Albums Chart     | 49              |
| New Zealand Albums Chart | 47              |
| UK Albums Chart          | 29              |

### Сингли
| Рік  | Сингл                | Найвища позиція | Найвища позиція | Найвища позиція |
| Рік  | Сингл                | AUS             | UK              |                 |
| ---- | -------------------- | --------------- | --------------- | --------------- |
| 1992 | «Straight to You»    | 96              | 68              |                 |
| 1992 | «I Had a Dream, Joe» | 75              | —               |                 |